# Konteksty. Polska Sztuka Ludowa
Konteksty. Polska Sztuka Ludowa. Antropologia kultury–etnografia–sztuka – interdyscyplinarne pismo poświęcone sztuce ludowej, antropologii kultury i etnografii, ukazujące się nieprzerwanie od 1947 roku. Pierwotna nazwa pisma to ,,Polska Sztuka Ludowa", obecny tytuł wprowadzono w 1990 roku wraz z rozszerzeniem zakresu poruszanej problematyki.